# Folgen der globalen Erwärmung in der Antarktis

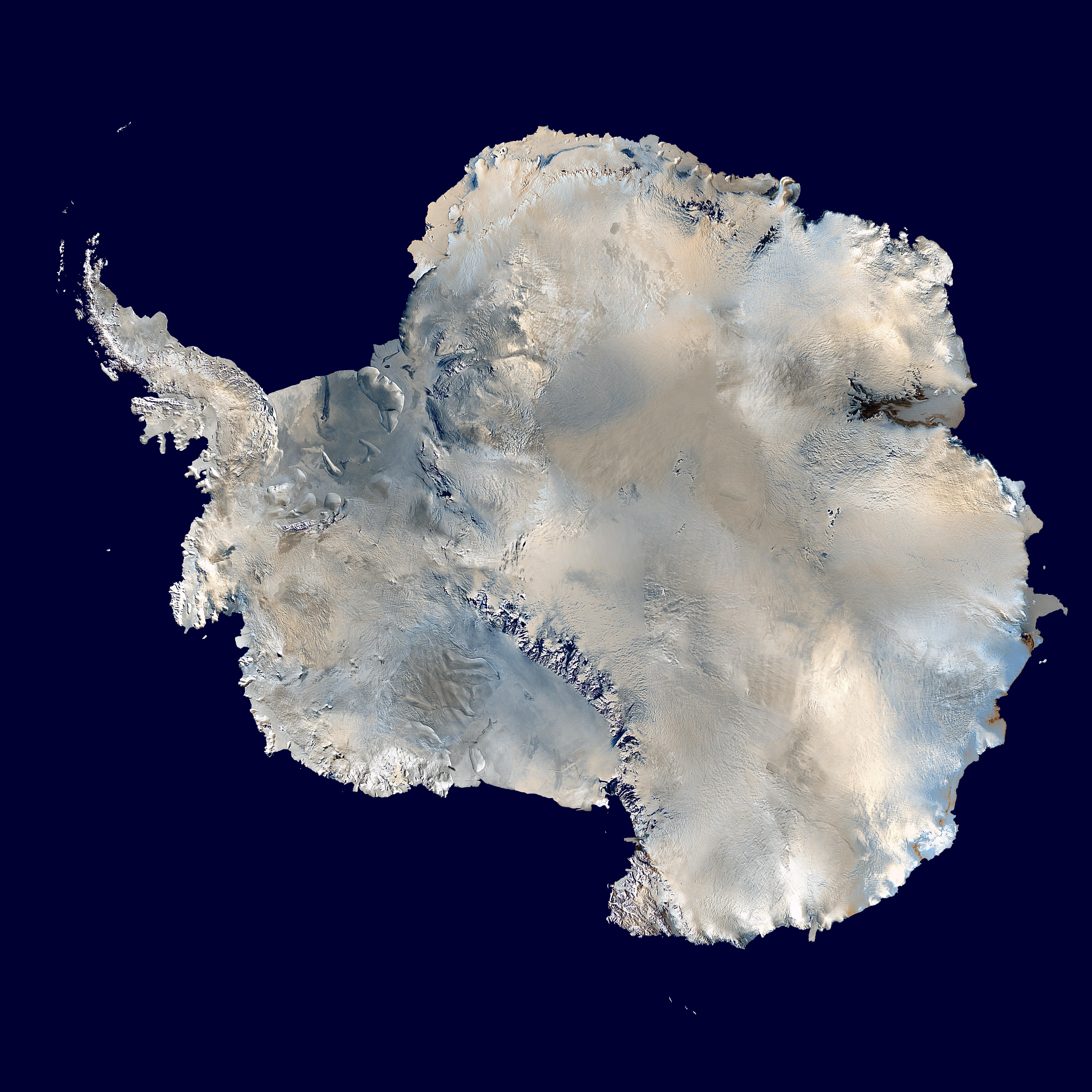
Satellitenaufnahme der Antarktis

Meeresströmungen rund um die Antarktis

Die Folgen der globalen Erwärmung in der Antarktis  unterscheiden sich in vielerlei Hinsicht von denen in anderen Klimazonen auf der Erde, und es treten teils unerwartete Effekte auf. Die Antarktis hat sich im Gegensatz zu allen anderen größeren Weltregionen im 19. und 20. Jahrhundert insgesamt kaum erwärmt. Über Zeiträume seit den 1970er Jahren bis in die zweite Hälfte der 2010er Jahre erwärmten sich Teile der Westantarktis, in der Ostantarktis gab es keine signifikante Änderung der oberflächennahen Lufttemperatur. Das Südpolarmeer nimmt einen beträchtlichen Teil der zusätzlichen Wärme auf, die Meerestemperaturen um die Antarktis steigen deutlich. Während jahrzehntelang kaum eine Änderung der Meereisbedeckung beobachtbar war und diese im Verlauf des 20. Jahrhunderts sogar leicht anstieg, hat sich dieser Trend etwa um das Jahr 2015 herum umgedreht und ein schneller Rückgang ist zu vermerken.

## Besonderheiten der Antarktis in Bezug auf die globale Erwärmung
Die Antarktis ist ein von Ozeanen umgebener Kontinent, im Gegensatz zur Arktis (siehe Folgen der globalen Erwärmung in der Arktis), die ein von Kontinenten umgebener Ozean ist. Wasser hat eine sehr hohe Wärmekapazität und erwärmt sich daher langsamer als Gestein und erheblich langsamer als Luft; so hat eine Schicht aus den ersten drei Meter Wasser der Weltmeere eine größere  Wärmekapazität als die gesamte Erdatmosphäre.
Die  Durchmischung der Ozeane ist auf der Nordhemisphäre eine andere als auf der Südhalbkugel. Im Nordpolarmeer um Grönland sinkt warmes Oberflächenwasser ab, während die antarktischen Gewässer von einem Aufstieg kalten Tiefenwassers geprägt sind.
Über den für die Vereisung der Antarktis verantwortlichen antarktischen Zirkumpolarstrom findet ein ständiger Energietransport statt (ca. 140 Mio. m³ Wasser pro Sekunde).
Da die antarktischen, katabatischen Winde  ablandige Winde sind, können erwärmte Luftmassen aus angrenzenden Regionen das antarktische Festland nur schwer erreichen. Der antarktische Kontinent ist mit durchschnittlich 2500 m Höhe der höchstgelegene Kontinent der Erde und ist auch aus diesem Grund mit durchschnittlich −55 °C erheblich kälter als die Arktis. Daher ist auch bei einer starken Erwärmung kein vollständiges Abschmelzen der Landeismassen zu erwarten. Während die Arktis vor 3 Mio. Jahren zuletzt komplett eisfrei war, war die Antarktis zuletzt vor über 35 Mio. Jahren eisfrei. Für den Fall, dass die Konzentration der Treibhausgase weiter ansteigt und das Verbot der FCKW das Ozonloch künftig verkleinert, geht man auch für die Antarktis von einer weiteren Erwärmung aus.
Die Dicke der auf Landflächen gelegenen Eismassen in der Antarktis beträgt bis zu 5 Kilometer, die Eisdicke der Arktis, die mit Ausnahme des Inlandeises beispielsweise auf Grönland, Ellesmere Island oder Spitzbergens aus Meereis besteht, liegt zwischen mehreren Zentimetern und maximal 5 Metern.
Wie von Klimamodellen korrekt vorhergesagt, ist auf der Südhalbkugel der Erde eine bedeutend geringere Erwärmung als auf der Nordhalbkugel zu verzeichnen. Ein Klimamodell, das den Einfluss der globalen Erwärmung auf die Meereisbedeckung über einen Zeitraum von 100 Jahren simulierte, zeigte in der Arktis einen Rückgang um 60 %, in der Antarktis jedoch nur um 10 %.

## Temperaturentwicklung

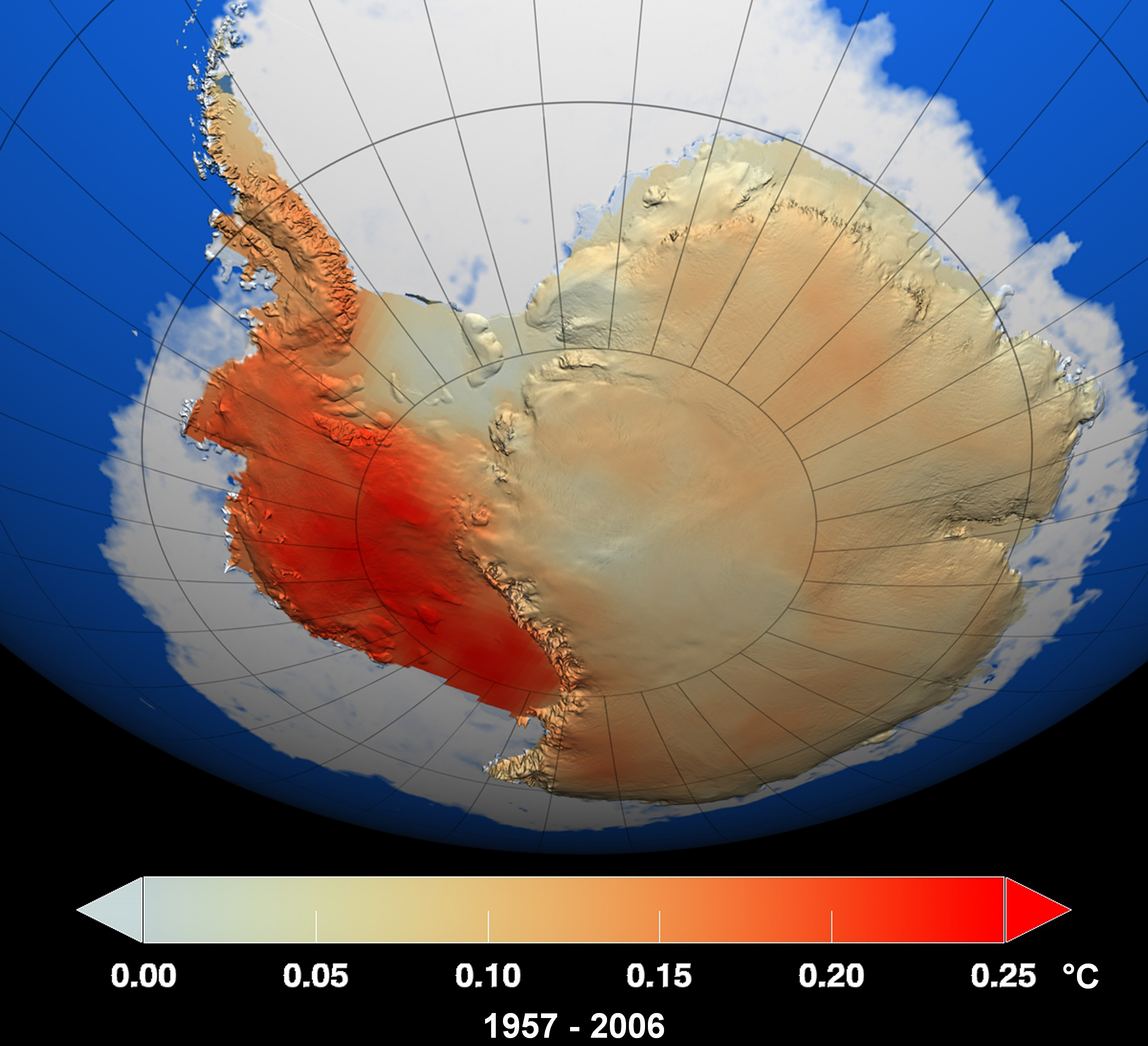
Entwicklung der Oberflächentemperatur in der Antarktis zwischen 1957 und 2006 nach Daten der NASA. Die vor allem in der Westantarktis deutliche Erwärmung steht im Kontrast zu einer nur leichten Temperaturerhöhung im Ostteil.

Ein frühes Klimamodell sagte über einen Simulationsverlauf von 50 Jahren zunächst eine leichte Abkühlung des antarktischen Ozeans, gefolgt von einer Erwärmung voraus. Im Jahr 2007 konnte diese Abkühlung messtechnisch gefunden werden. Jedoch schon im Jahr 2011 überwog die deutliche und weiträumige Erwärmung. Die Temperaturentwicklung ist nicht in allen Regionen der Antarktis gleich. In der Westantarktis stieg die Temperatur des Meerwassers im Zeitraum von 1960 und 2014 stark an, was wahrscheinlich die dort beobachtete Gletscherschmelze maßgeblich beeinflusst hat.
Das Wissen über die Entwicklung der Temperatur in der Antarktis ist mit einigen Unsicherheiten behaftet, die vor allem aus der geringen Dichte an Messstationen und ihrer relativ späten Inbetriebnahme herrühren. Im Laufe des 19. und 20. Jahrhunderts erwärmte sich die Antarktis nur um geschätzte 0,2 °C. Einer 2009 veröffentlichten Analyse zufolge, in der die Temperaturveränderung seit 1957 berechnet wird, hat sich der westliche Teil der Antarktis beträchtlich und der östliche Teil in geringerem Ausmaß erwärmt (siehe Bild rechts).
Die westantarktische Halbinsel ist diejenige Region, die sich seit den 1950er Jahren am stärksten aufheizte. Auf Höhe der Wernadski-Station lag der Anstieg in dieser Zeit bei 0,56 °C pro Jahrzehnt im Jahresmittel, und sogar bei 1,09 °C während der Wintermonate. Das Innere des Kontinents kühlte sich demgegenüber ab, speziell während des Herbstes. Die Entwicklung an den Küsten war wechselhaft, teilweise gab es leichte Abkühlung oder Erwärmung beziehungsweise keine Veränderung.
Im Verlauf der zweiten Hälfte des 20. Jahrhunderts konnten folgende Temperaturtrends gemittelt über die Fläche vom 60. bis 90. Breitengrad gefunden werden: Die Wintertemperaturen stiegen um 0,776 °C an, was im Einklang mit der Theorie des Treibhauseffekts den größten Anstieg markiert. Die Frühlingstemperaturen stiegen um 0,405 °C an; die geringsten Unterschiede fanden sich bei den Sommer- und Herbsttemperaturen, die lediglich um 0,193 °C bzw. 0,179 °C anstiegen. Daneben wurde entdeckt, dass sich die statistisch signifikante Erwärmung auf die Antarktische Halbinsel und eine kleine Region an der Ostküste des Kontinents begrenzt. Temperatur-Trends des übrigen Kontinents waren statistisch nicht signifikant.
Die nur geringe Erwärmung seit 1957 beziehungsweise die leichte Abkühlung seit Ende der 1960er Jahre bis heute über dem antarktischen Festlandsockel wird gegenwärtig auf zwei Faktoren zurückgeführt, nämlich einerseits zunehmende Winde um die Antarktis sowie das Ozonloch. Dessen Ausdehnung über der Antarktis erreichte im Jahr 2006 mit einer Fläche von 27,45 Millionen Quadratkilometern einen neuen Rekord. Strahlungs-Absorption durch Ozon ist die Ursache für die Erwärmung der Stratosphäre, so dass das Ozonloch zu einer Abkühlung der Stratosphäre geführt hat. Der zweite Grund ist die Verstärkung der südlichen Westwindzone, die näher an den Südpol heranrückte. Durch den Anstieg der Strömungsgeschwindigkeit sank der Luftdruck innerhalb des Rings – also in der Antarktis, was zu einer adiabatischen Abkühlung der Antarktis führte.

## Eismasse

Zwischen 1992 und 2017 hat der antarktische Eisschild zunehmend an Masse verloren (blaue Linie), seit 2012 verlieren alle Regionen Eis.

Die erste vollständige Schwerkraft-Analyse über den gesamten antarktischen Eisschild zeigte, dass im Beobachtungszeitraum zwischen April 2002 und August 2005 der jährliche Verlust an Eismasse durchschnittlich 152 (± 80) km³ betrug. Dabei geht der Massenverlust praktisch vollständig auf das Konto des westantarktischen Eisschildes, der um jährlich 148 ± 21 km³ abnahm, wohingegen die östliche Antarktis keinen eindeutigen Trend aufwies (0 ± 56 km³). Die Messungen sind auch aufgrund des kurzen Zeitraumes sowie der Methoden noch unsicher. Zwischen 1992 und 2003 kam es in der Antarktis nach einer anderen Studie, die knapp drei Viertel des Kontinents einbezog, zu einem Zuwachs an Eismasse über 27 ± 29 km³. 2007 wurde der Stand der Forschung mit der groben Abschätzung zusammengefasst, dass die Westantarktis gegenwärtig wohl etwa 50 km³ an Masse verliere, während der östliche Teil grob 25 km³ hinzugewinne.
Bei den Niederschlägen lässt sich zwar eine erhebliche Variabilität, jedoch kein eindeutiger Trend feststellen. Wird der gesamte Kontinent betrachtet, besteht wenigstens seit den 1950er-Jahren keine dauerhafte und signifikante Veränderung des Schneefalls. Zwischen 1985 und 1994 war besonders im Innern der Antarktis die Niederschlagsmenge gestiegen, während sie in den Küstengebieten teilweise abgenommen hatte. Dieser Trend kehrte sich dann praktisch exakt um, so dass zwischen 1995 und 2004 bis auf drei exponierte Regionen fast überall weniger Schnee fiel, stellenweise bis zu 25 %. In einer im Jahr 2007 erschienenen Studie berichten Forscher der NASA, dass sich Gebiete, in denen ein Schmelzen zu beobachten ist, im Verlauf der letzten 20 Jahre zunehmend sowohl weiter ins Landesinnere wie auch in größere Höhen erstrecken.
Eine Studie aus dem Jahr 2011 untersuchte den Massenverlust der Arktis und Antarktis und fand heraus, dass im Zeitraum zwischen 1992 und 2009 in der Antarktis jedes Jahr 14,5 Gigatonnen mehr Eis schmolz als im Jahr zuvor. Nach einer Analyse des Alfred Wegener Instituts aus dem Jahr 2014 schmolzen im Zeitraum von 2011 bis 2014 in der Antarktis jährlich 128 km³. Während es in Dronning Maud Land in der Ostantarktis zu einem Eiswachstum kam, nahm die Eismasse in der Westantarktis signifikant ab, wobei sich dort der Eisverlust in Bezug auf die Referenzperiode 2003–2009 verdreifachte. Zu einem ähnlichen Ergebnis kommt eine Studie aus dem Jahr 2014, bei der mit Hilfe von 4 verschiedenen Methoden die Eisschmelze der Westantarktis zwischen den Jahren 1992 und 2014 untersucht wurde. Die Autoren kommen zu dem Schluss, dass allein dort jedes Jahr 6,4 Gigatonnen mehr Eis verloren ging als im Jahr zuvor. Im Verlauf der letzten 21 Jahre schmolz dort alle zwei Jahre eine Eismenge, die dem Gewicht des Mount Everest entspricht. Nach einer 2018 publizierten Studie verlor der antarktische Eisschild zwischen 2008 und 2015  etwa 183 Mrd. Tonnen Eis pro Jahr, Tendenz steigend.

### Gletscher
Die weltweite Gletscherschmelze findet auch in der Antarktis statt. Der Pine-Island-Gletscher im Westen der Antarktis, der in die Amundsen-See fließt, verdünnte sich von 1992 bis 1996 um 3,5 ± 0,9 m pro Jahr und hat sich im gleichen Zeitraum um etwa 5 km zurückgezogen. Auch am Dakshin-Gangotri-Gletscher lässt sich ein Rückgang beobachten: Zwischen 1983 und 2002 zog er sich pro Jahr durchschnittlich um 0,7 m zurück. Auf der Antarktischen Halbinsel, dem einzigen Teil der Antarktis, der über den südlichen Polarkreis hinausragt, befinden sich hunderte zurückgehende Gletscher. Eine Studie untersuchte 244 Gletscher der Halbinsel. 212 oder 87 % der Gletscher gingen zurück und zwar im Durchschnitt um insgesamt 600 m von 1953 bis 2003. Am stärksten zog sich der Sjogren Gletscher mit etwa 13 km seit 1953 zurück. 32 der untersuchten Gletscher wuchsen. Das durchschnittliche Wachstum betrug 300 m pro Gletscher und ist damit deutlich geringer als der  beobachtete Rückgang.
Beim Thwaites-Gletscher geht man davon aus, dass ein sogenannter Tipping Point erreicht wurde. Er wird über einen Zeitraum von 200–900 Jahren abschmelzen.

## Meereis und Eisschelfe

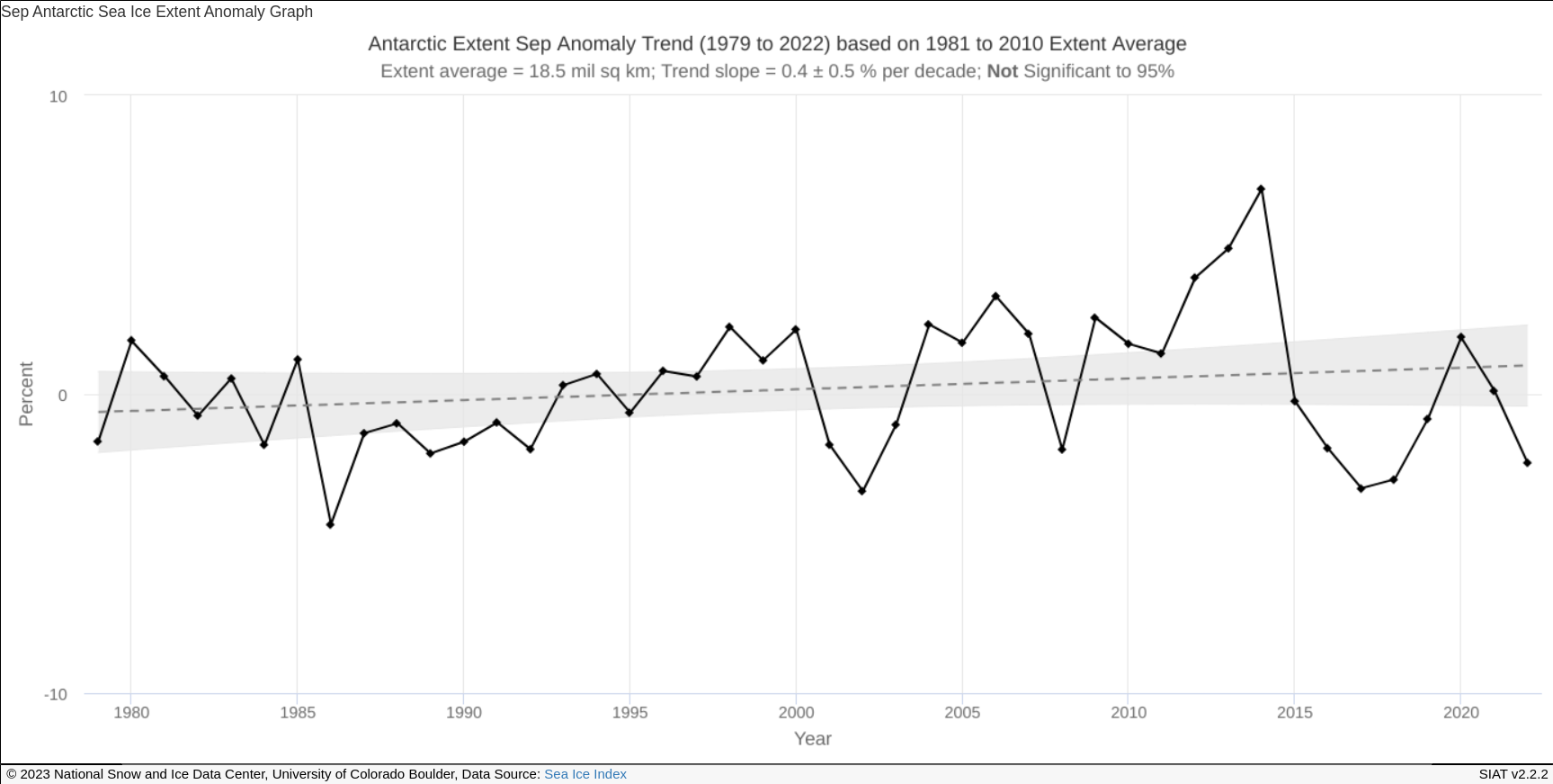
Die Entwicklung des September-Maximums bis einschließlich 2022 …

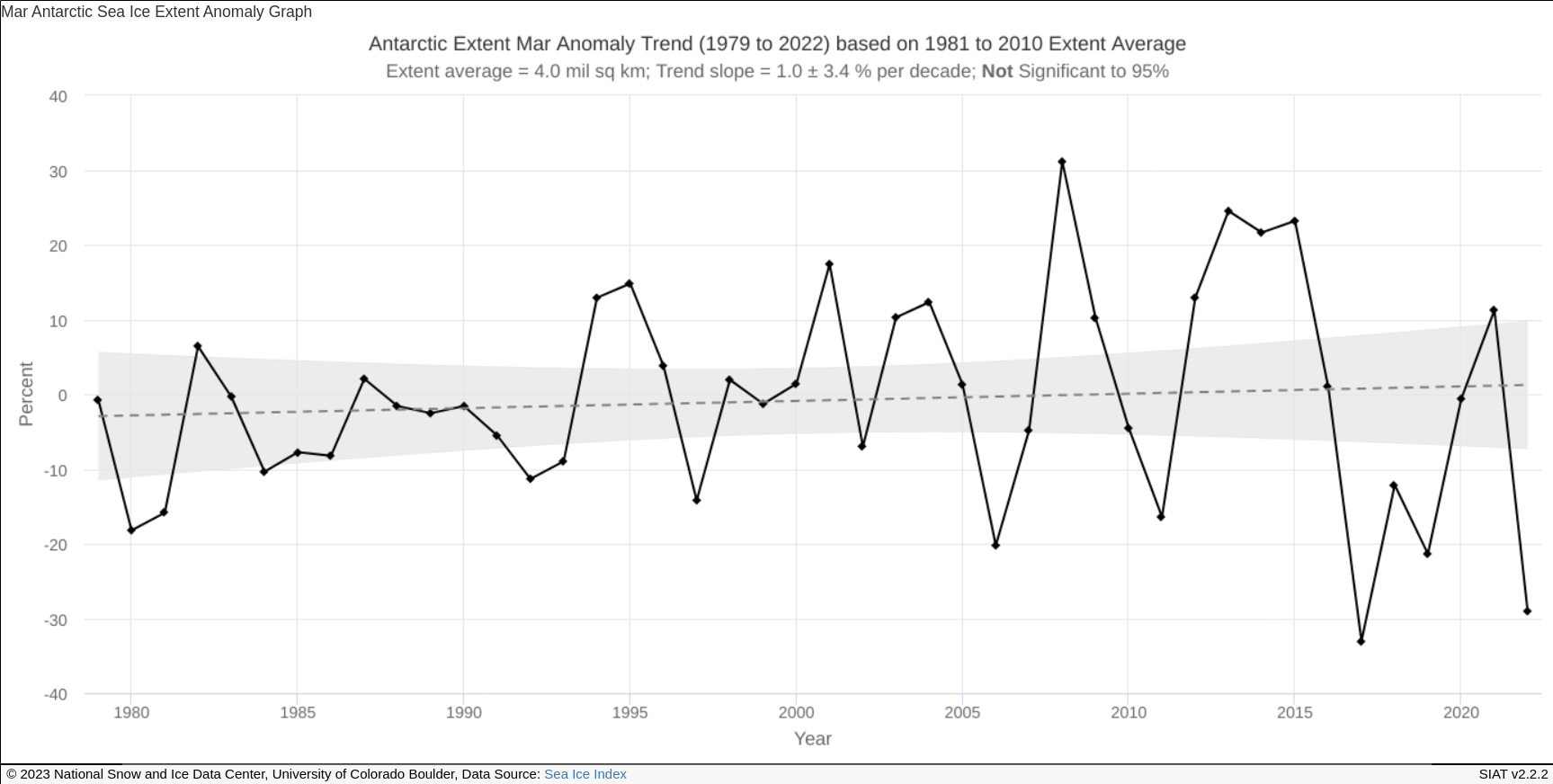
… und des Minimums bis einschließlich März 2022 zeigen das leichte Anwachsen des antarktischen Meereises im Sommer an.

Während in den 1970er Jahren ein deutlicher Verlust der von Meereis bedeckten Fläche feststellbar war, nahm diese bis ca. dem Jahr 2015 wieder zu. Daneben hatte sich auch die geographische Verteilung geändert. Während die Meereisbedeckung in der Westantarktis zurückging, nahm sie in der Ostantarktis zu, wobei das Ausmaß der Zu- und Abnahme die Höhe des Gesamttrends bei weitem übersteigt. Wissenschaftler stellten im Jahr 2007 jedoch fest, dass der Verlust an Festlandeis dessen Zunahme geringfügig überstieg.
Seit dem Jahr 2015 ist eine deutliche und rasche Abnahme der Meereisbedeckung erkennbar; der im Jahr 2023 beobachtete Messwert ist wahrscheinlich der niedrigste Wert der letzten ca. 100 Jahre.
In den nördlichen Regionen der Westantarktischen Halbinsel erwärmt sich die Region am stärksten, was im Jahr 2002 zum Zusammenbruch des Larsen-B-Schelfs führte. Das gesamte Larsen-Schelfeis besteht aus drei einzelnen Schelfen, die verschiedene Bereiche an der Küste bedecken. Diese werden (von Nord nach Süd) Larsen A, Larsen B und Larsen C genannt. Larsen A ist der kleinste und Larsen C der größte der Schelfe. Larsen A hatte sich bereits im Januar 1995 aufgelöst, Larsen C ist derzeit anscheinend stabil. Die Auflösung des Larsen-B-Schelfs wurde zwischen dem 31. Januar und dem 7. März 2002 festgestellt, an dem er mit einer Eisplatte von 3.250 Quadratkilometer Fläche endgültig abbrach. Bis zu diesem Zeitpunkt war Larsen B während des gesamten Holozäns für über 10.000 Jahre stabil. Demgegenüber bestand der Larsen-A-Schelf erst seit 4.000 Jahren.  Als Folge davon fließt nun das hinter dem Schelf befindliche Landeis beschleunigt ins Meer ab.
Im Jahr 1993 sagte David Vaughan von der British Antarctic Survey (BAS), dass der nördliche Teil des Wilkins-Schildes  wahrscheinlich innerhalb der nächsten 30 Jahre schmelzen wird, wenn sich der Temperaturanstieg der Antarktischen Halbinsel weiter mit gleicher Rate fortsetzt. In der Zeit zwischen Februar und Juli 2008 brach das Eisschelf großräumig auf und Vaughan korrigierte seine Vorhersage: Seine Schätzung sei zu konservativ gewesen, die Ereignisse liefen schneller ab als er angenommen hatte. Der Kollaps des nördlichen Teiles des Wilkins-Schildes fand dann in den 2010er Jahren statt.
In der Antarktis gibt es insgesamt 162 Eisschelfe. Zwischen 1997 und 2021 verloren 71 dieser Eisschelfe an Masse – darunter 48 mit einem Masseverlust von etwa einem Drittel oder mehr –, 29 gewannen an Masse hinzu, bei 62 kam es zu keinen signifikanten Änderungen. Die Mehrheit der Eisschelfe verlor das Eis vor allem durch Abschmelzen an ihrer Unterseite.

### Meereisportal
Das Alfred-Wegener-Institut, Helmholtz-Zentrum für Polar- und Meeresforschung (AWI) betreibt die Online-Wissensplattform Meereisportal zum Thema Meereis in den Polargebieten der Arktis und Antarktis. Es vermittelt allgemeinverständlich aufbereitetes Hintergrundwissen, tagesaktuelle Meereiskarten sowie interaktive Grafiken und Animationen.

## Kollaps des westantarktischen Eisschildes
Im Jahr 1974 wies J. Weertmann darauf hin, dass Eisschilde sehr empfindlich auf Klimaerwärmungen reagieren, da sich hierdurch ihre Aufsetzlinie (engl. grounding line) so verändern kann, dass der damit verbundene Stabilitätsverlust zu einem dynamischen Eisverlust führt. John Mercer erkannte im Jahr 1978, dass der westantarktische Eisschild aufgrund seiner Topologie den Teil der Antarktis darstellt, der am ehesten von solch einem Kollaps bedroht wäre, wenn sich die sich schon damals abzeichnende Klimaerwärmung fortsetzen sollte, und betonte die desaströsen Konsequenzen dieses Ereignisses, wenn es eintreten sollte.
In den Folgejahren wurde der westantarktische Eisschild intensiv erforscht und eine Reihe weiterer Publikationen stützten die Warnungen von Weertmann und Mercer.
Im Jahr 2014 wurde in mehreren unabhängigen Publikationen festgestellt, dass der westantarktische Eisschild die Grenze für einen irreversiblen Kollaps überschritten haben könnte: In den kommenden 100 bis 300 Jahren wird eine Eisfläche von der Größe Frankreichs zerfallen, was einen Meeresspiegelanstieg von mindestens einem Meter zur Folge haben wird. Daneben ergaben Untersuchungen, dass auch der ostantarktische Eisschild von Zerfall betroffen sein wird.
In einer Studie aus dem Jahr 2016 verwenden die Autoren ein neues Modell. Darin wird der durch die Erwärmung ausgelöste Zerfall von Gletschern, die im Meer enden, dort aufliegen und einen Eisschild bilden, berücksichtigt. Durch Kalibration dieses Modells anhand von Klimadaten aus dem Pliozän und dem letzten Interglazial liefert es einen allein durch den westantarktischen Eisschild verursachten Meeresspiegelanstieg von über einem Meter bis zum Ende dieses Jahrhunderts und von 15 Metern bis zum Jahr 2500.
Eine Folge des Eisverlusts ist die Hebung der darunter liegenden Landmasse. Dieser Prozess ist auf einen isostatischen Ausgleich zurückzuführen: In der Asthenosphäre strömt Material unter den von der abgeschmolzenen Eismasse entlasteten Bereich und hebt dort das Land an. Messungen an sechs GPS-Stationen rund um die Amundsensee ergaben, dass sich der Boden dort unerwartet schnell, um 41 mm pro Jahr, hebt. Grund ist wahrscheinlich eine relativ niedrige Viskosität des Erdmantels unter dieser Region. Bei einer begrenzten Erwärmung kann dieser Prozess den Eisschild in der Region möglicherweise stabilisieren, indem er der landwärtigen Verlagerung der Aufsetzlinie von Gletschern entgegenwirkt – zu den Eisströmen, die in die Amundsensee münden zählen der Thwaites- und der Pine-Island-Gletscher. Die unerwartet schnelle Hebung impliziert auch, dass dort ca. 10 % mehr Eis als bislang angenommen verloren gegangen ist.

## Potential für zusätzlichen Meeresspiegelanstieg in der Ostantarktis
Lange Zeit wurde angenommen, dass Eisschilde der Ostantarktis erheblich weniger empfindlich auf sich erwärmendes Meerwasser reagieren als die Westantarktis. Im Jahr 2015 wurde jedoch festgestellt, dass der Totten-Gletscher – entgegen früheren Annahmen – nicht auf solidem Fels, sondern in einem Becken ruht, dessen darunter liegende Wassermassen in Verbindung mit dem offenen Meer stehen. Dadurch kann Warmwasser in großem Stil unter den Gletscher gelangen, was die in den vergangenen Jahren dort beobachtete starke Schmelze des Gletschers erklärt. Da es sich hierbei um ein Gebiet von der Größe Kaliforniens handelt, birgt diese Konstellation das Potential für einen weiteren Meeresspiegelanstieg um mehrere Meter im Verlauf der nächsten Jahrhunderte.

## Permafrostböden
In der Antarktis gibt es, außer unterhalb von Gletschern, nur relativ kleine Flächen mit Permafrostböden. Diese liegen in antarktischen Oasen. Die größten Areale liegen im Viktorialand (ca. 20.000 km2), in der Ostantarktis (ca. 7.000 km2, davon 2.750 km2 in den Vestfoldbergen, 2.430 km2 im Königin-Maud-Land und 1.140 km2 im Enderbyland) sowie auf der Antarktischen Halbinsel (3.800 km2).
In den McMurdo Dry Valleys, eisfreien Trockentäler des Viktorialandes, schmelzen bisher stabile Permafrostböden vor allem wegen einer intensiveren Sonneneinstrahlung schneller als bislang erwartet.